# 迪纽巴 (加利福尼亚州)
迪纽巴（英文：Dinuba），是美国加利福尼亚州图莱里县下属的一座城市。建市于1906年1月6日，面积 大约为6.47平方英里 (16.8平方公里)。根据2010年美国人口普查，该市有人口21,453人。